# 渡邊卓也
渡邊 卓也（わたなべたくや、1978年3月14日-）は、日本のマジシャン。日本船籍最大の客船「飛鳥Ⅱ」にて専属マジシャンを務めている。船内ではラスベガスにて制作されたイリュージョンショー
やトークマジックショー
が上演されている。宮城県仙台市出身。公益社団法人日本奇術協会正会員。別名はTAKUYA。

## 出演・制作
- ミッドライフTV（2003年、BSジャパン）[7][8]
- 奇跡の祭典!マジック格闘技T-1グランプリ（2003年12月31日、テレビ東京）
- 春の名探偵スペシャル クイズ!5分で解けるトリックストーリー（2004年、TBS）マジック監修　-　技術指導：石田純一
- 新春かくし芸大会（2005年1月、フジテレビ）マジック監修　-　技術指導：氷川きよし
- ぷっすま（2005年、テレビ朝日）制作協力
- BSふれあいホール（2005年、NHK-BS2）
- TV特集驚きの世の中（2006年、MBC）
- My Favorite Girl 別冊マーガレット(2006年8月号から11月号に連載）[9]
- 中井正広の大ブラックバラエティスペシャル（2007年、日本テレビ）マジック監修　-　技術指導：中居正広
- NTTドコモ「ティザー編」マジック監修　-　技術指導：浅野忠信(2007年8月)
- NTTドコモ「宣言編」マジック監修　-　技術指導：浅野忠信
- NTTドコモ「904i DEBUT編」マジック監修　-　技術指導：浅野忠信
- シド (バンド) シングル『蜜指〜ミツユビ〜』マジック監修(2007年9月26日発売)、デンジャークルー・レコード[10]
- NTTドコモ「直感!!コロリンパ編」マジック監修　-　技術指導：浅野忠信
- NTTドコモ「DCMX（タクシー編）」マジック監修　-　技術指導：浅野忠信、瑛太
- NTTドコモ「704i DEBUT編」マジック監修　-　技術指導：長瀬智也
- 明治製菓「ショコライフ」マジック監修　-　技術指導：桑田佳祐[11]
- NTTドコモ「この人は誰？編」マジック監修　-　技術指導：浅野忠信
- NTTドコモ「基本料いきなり半額編」マジック監修
- HONDA「wiiの間」製作協力
- au「AQUOS PHONE IS11SH」製作協力
- au「AQUOS PHONE IS12SH」製作協力
- NISSAN「日産 先進技術 インテリジェントパーキングアシスト」マジック監修
- SEIYU「西友冬ギフト スーパーマジック編」製作協力
- マジックの国の王子様（2008年1月3日、NHK教育）[12]
- 歴史は眠らない（2010年9月、NHK教育テレビジョン）
- PS（2011年12月、中京テレビ）制作協力
- ものまねグランプリ（2012年12月25日、日本テレビ）　-　技術指導：原口あきまさ[13]
- スナック喫茶エデン（2012年12月、フジテレビ）マジック監修　-　技術指導：大橋トリオ
- ミュージカル『テニスの王子様』青学vs立海 2012年7月13日 - 9月23日 マジック監修　-　技術指導：久保田秀敏
- RIP SLYME　シングル『SLY』マジック監修(2013年11月13日発売、 ワーナーミュージック・ジャパン）[14][15]
- めざましどようび（2013年11月、フジテレビ）マジック監修　-　技術指導：RIP SLYME
- 映画「内村さまぁ～ず THE MOVIE エンジェル」マジック監修(2015年9月11日公開、配給 東宝映像事業部）[16]
- 飛鳥Ⅱイリュージョンマジックショー『LOST IN TIME』[17][18]
- 飛鳥物語『マジシャン登場』（2016年7月16日、BS朝日）[19]
- 飛鳥Ⅱイリュージョンマジックショー『ANOTHER WORLD』[20]
- 飛鳥物語『新作マジックショー始まる』（2018年11月10日、BS朝日）[21]
- 隔週刊 ザ・マジック 第50号：WELCOME TO MAGIC WORLD（2021年2月9日号に掲載）[22]
- 飛鳥物語『マジシャンのこだわり』（2021年2月13日、BS朝日）[23]
- 舞台『最高のオバハン 中島ハルコ　ナイルの涙』　マジック監修[24]